# Zendeling
Zendeling is binnen het Nederlandstalige protestantisme een persoon die zijn religie beroepsmatig verkondigt aan aanhangers van een andere levensovertuiging. Binnen het protestantisme gaat het hierbij vooral om protestantse christenen die het christelijk geloof verkondigen aan niet-christenen in de niet-westerse wereld. 
Een christelijke zendeling wordt uitgezonden door een zendingsorganisatie, een kerkgenootschap, een onafhankelijke christelijke gemeenschap of door een vriendenkring.

## Zendeling/missionaris/evangelist
De naam zendeling is typisch voor het Nederlandse protestantisme. Buiten Nederland is er geen onderscheid in de naamgeving tussen protestantse zendelingen en rooms-katholieke missionarissen. De aanduiding zendeling in plaats van missionaris is vooral gangbaar geworden na de oprichting van het eerste zendingsgenootschap in Nederland, het Nederlandsch Zendeling Genootschap in 1797. Hoewel de zending gefundeerd wordt in het zendingsbevel van Jezus in het Evangelie volgens Matteüs 28:18-20 is de eigenlijke term "zendeling" een vertaling van het Latijnse begrip "missio", waarvan de aanduiding voor de rooms-katholieke missie is afgeleid.
In het Nederlands wordt onderscheid gemaakt tussen een evangelist die in een christelijke omgeving werkt en een zendeling die in een niet-christelijke omgeving werkt. In de praktijk betekent dit dat evangelisten in de westerse wereld werken en zendelingen daarbuiten. Door de verregaande ontkerstening of secularisatie in Europa wordt dit onderscheid minder strikt gemaakt. Momenteel werken er ook in Nederland zendelingen. Zij zijn uitgezonden door buitenlandse kerken, met name uit Zuid-Korea, de Verenigde Staten en diverse landen in Afrika. Hoewel zij incidenteel werken binnen de traditionele protestantse kerken, vinden zij vooral gehoor in immigrantengemeenschappen. 

## Geschiedenis van de zendeling
De zendeling was in eerste instantie een niet-academicus die van een zendingsorganisatie een praktische beroepsopleiding kreeg. Na afsluiting van de opleiding kreeg hij de bevoegdheid om onder niet-Europeanen te preken en de sacramenten te bedienen. Naarmate de niet-Europese of inlandse christengemeenschappen groeiden kreeg de zendeling steeds meer bestuurlijke verantwoordelijkheden en besteedde hij veel tijd aan de opleiding van inlands personeel.
Vanaf het derde kwart van de negentiende eeuw kwamen er steeds meer specialisten als onderwijzers en artsen in dienst van de zending. Een poging mislukte om de toch al slecht betaalde zendelingen te vervangen door nog goedkopere zendeling-werklieden die in hun eigen onderhoud dienden te voorzien. Tegenwoordig worden dergelijke zogenaamde tentenmakers opnieuw ingezet in het zendingswerk, vooral in landen waar christelijke zending niet toegestaan is en beroepszendelingen niet worden toegelaten.
Vanaf ca. 1900 werden de zendelingen in de protestantse kerken en zendingsorganisaties steeds meer vervangen door academisch geschoolde predikanten. Door het teruglopend aantal predikanten in Nederland zelf is er momenteel weer een trend naar het uitzenden van zendelingen die geen universitaire opleiding in de theologie hebben afgerond.
Vanaf ca. 1900 werden ook vrouwen zelfstandig als zendeling uitgezonden. Voor deze periode ondersteunden zij alleen als echtgenote van een zendeling diens werkzaamheden. De eerste vrouwen werkten als arts of speciaal in het werk onder vrouwen. Afhankelijk van het kerkgenootschap waartoe zij behoorden kregen zij in de loop van de twintigste eeuw de bevoegdheid om de sacramenten te bedienen.